# Уолли, Дебора
Дебо́ра Уо́лли (англ. Deborah Walley; 12 августа 1941, Бриджпорт, Коннектикут — 10 мая 2001, Седона) — американская актриса кино и телевидения, изредка выступала как арт-директор. Наиболее запомнилась зрителю исполнением главной роли в сериале «Свекрови» (56 эпизодов за два года).

## Биография
Дебора Уолли родилась 12 августа 1943 года в городе Бриджпорт (Коннектикут). Родители — Натан и Эдит Уолли, оба — звёзды ледового представления Ice Capades. Дебора тоже с трёх лет встала на коньки, но позднее стала больше проявлять интерес к кинематографу, чем ко льду. Девушка окончила Центральную старшую школу в Бриджпорте, затем переехала в Нью-Йорк, где получила высшее образование в Американской академии драматического искусства. С 14 лет Дебора играла на сцене, в 16-летнем возрасте была замечена «охотником за талантами» Джойсом Селзником и приглашена им в Голливуд. Уже в 1960 году она появилась в небольших ролях в двух эпизодах двух сериалов, а в следующем году получила главную роль в полнометражном фильме «Гиджет отправляется на Гавайи».
В связи со своей шикарной фигурой и привлекательной внешностью, в 1963—1968 годах Уолли неоднократно появилась в фильмах поджанра «Пляжная вечеринка».
После успеха этой ленты Уолли стала востребованной актрисой, и за следующие 12 лет снялась ещё в 14 фильмах и в 64 эпизодах 8 сериалов, но затем её карьера резко пошла на спад: она разово появилась в двух эпизодах двух сериалов в 1978 и 1986 годах, в 1989—1990 годах озвучивала второстепенных персонажей в пяти эпизодах мультсериала «Чип и Дейл спешат на помощь», и, наконец, в 1999 году снялась в одном эпизоде сериала «Спасатели Малибу», что стало её последней ролью в жизни. Также в 1989 году Уолли единственный раз в карьере выступила продюсером и сценаристом — это была короткометражная лента Legend of 'Seeks-To-Hunt-Great', которая удостоилась «Золотого орла» от организации CINE в категории Entertainment.
Дебора Уолли скончалась 10 мая 2001 года в городе Седона (Аризона) от рака пищевода.

### Личная жизнь
Дебора Уолли была замужем трижды:
1. Джон Рейнолдс. Даты свадьбы и развода неизвестны, от брака остался сын Джастин Эшли Рейнолдс, ныне он интернет-предприниматель, живёт в Финиксе (Аризона).
2. Джон Эшли[англ.] (1934—1997), актёр кино и телевидения, кинопродюсер и певец. Брак был заключён 28 апреля 1962 года, развод состоялся 1966 году. От брака остался сын Энтони Брукс Эшли (род. 1963), ныне он малоизвестный режиссёр, редактор и продюсер в Голливуде[6].
3. Чет Маккракен. Пара состояла в браке с 6 декабря 1968 года по 1975 год, после чего последовал развод. Детей от этого брака не было.

## Награды и номинации
- 1961 — «Самая популярная актриса 1961 года» по версии журнала Photoplay[3].
- 1962 — Премия «Лорел»[англ.] в категории Top Female New Personality — 6-е место.
- 1990 — «Золотой орёл» от организации CINE[англ.] в категории Entertainment за фильм Legend of 'Seeks-To-Hunt-Great' — победа[3].

## Избранная фильмография

### Актриса кино
- 1961 — Гиджет отправляется на Гавайи[англ.] / Gidget Goes Hawaiian — Гиджет[англ.] (Франсис Лоуренс)
- 1962 — Счастливого пути![англ.] / Bon Voyage! — Эми Уиллард
- 1963 — Летняя магия[англ.] / Summer Magic — Джулия Кэри
- 1964 — Молодые любовники[англ.] / The Young Lovers — Дебби
- 1965 — Пляжные игры / Beach Blanket Bingo — Бонни Грэм
- 1965 — Лыжная вечеринка[англ.] / Ski Party — Линда Хьюз
- 1965 — Сержант Мёртвая Голова[англ.] / Sergeant Deadhead — лётчица Люси Тёрнер
- 1965 — Доктор Голдфут и бикини-машины / Dr. Goldfoot and the Bikini Machine — девушка в кафе (камео)
- 1966 — Призрак в невидимом бикини / The Ghost in the Invisible Bikini — Лили Мортон
- 1966 — Выходные в Калифорнии / Spinout — Лес
- 1966 — Фантастическое вторжение на планету Земля[англ.] / The Bubble — Катерина
- 1967 — Это мир бикини[англ.] / It’s a Bikini World — Делайла Доуз
- 1973 — Отрезанная рука / The Severed Arm — Тедди Роджерс
- 1974 — Бенджи / Benji — Линда

### Актриса телевидения
- 1960 — Обнажённый город[англ.] / Naked City — Хитер Уэстон (в 1 эпизоде)
- 1960 — Шоссе 66[англ.] / Route 66 — Хелен Пейдж (в 1 эпизоде)
- 1964 — Закон Бёрка[англ.] / Burke’s Law — Гвенни Трент (в 1 эпизоде)
- 1964 — Величайшее шоу на Земле[англ.] / The Greatest Show on Earth — Энн (в 1 эпизоде)
- 1964 — Караван повозок[англ.] / Wagon Train — Нэнси Стайлс (в 1 эпизоде)
- 1966 — Гомер Куча, морпех[англ.] / Gomer Pyle, U.S.M.C. — Тина Трейси (в 1 эпизоде)
- 1967—1969 — Свекрови[англ.] / The Mothers-in-Law — Сьюзи Хаббард Бьюэлл (в 56 эпизодах)
- 1970 — Вирджинец[англ.] / The Virginian — Кори Энн Скит (в 1 эпизоде)
- 1971, 1972 — Любовь по-американски[англ.] / Love, American Style — Найна / Хелен (в 2 эпизодах)
- 1978 — Тайны братьев Харди и Нэнси Дрю[англ.] / The Hardy Boys/Nancy Drew Mysteries — Джина Бартелли (в 1 эпизоде)
- 1986 — Саймон и Саймон[англ.] / Simon & Simon — Джиджи Долорес (в 1 эпизоде)
- 1989—1990 — Чип и Дейл спешат на помощь / Chip 'n Dale: Rescue Rangers — второстепенные персонажи (в 5 эпизодах, озвучивание)
- 1999 — Спасатели Малибу / Baywatch — Этель (в 1 эпизоде)

### Арт-директор
- 1967 — Девушка от Д.Я.Д.И.[англ.] / The Girl from U.N.C.L.E. (1 эпизод)
- 1970—1971 — Ухаживание отца Эдди[англ.] / The Courtship of Eddie’s Father (7 эпизодов)